# Chancre nectrien
Le chancre nectrien, aussi appelé « chancre européen » ou « chancre des arbres fruitiers à pépins », est une maladie cryptogamique provoquée par Neonectria ditissima (synonyme Nectria ditissima) ou Nectria galligena. Elle se produit soit sur le bois, touchant les rameaux jeunes et les grosses branches, soit sur les fruits. Une espèce proche mais moins agressive Nectria cinnabarina est responsable du dépérissement nectrien.
Outre les arbres fruitiers à pépins (pommier, poirier, cognassier, sorbier, aubépine), le chancre européen sévit sur de nombreuses espèces d'ornement telles que hêtre, aulne, érable, bouleau, frêne. Il est donc important de désinfecter les outils après les travaux de taille.
Un temps doux (20 °C) et humide favorise la progression du parasite.

## Description

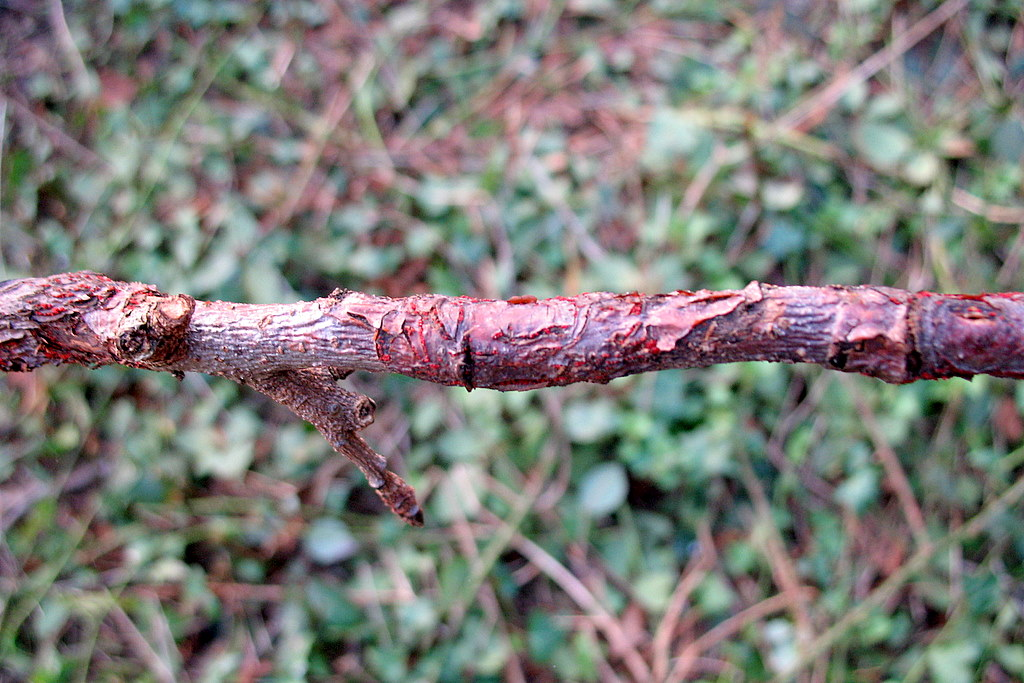
Les petits points rouges et l'écorce plissée sur les rameaux marquent le chancre nectrien (Nectria galligena ou Nectria cinnabarina).

L'attaque des rameaux consiste tout d'abord en une petite tache déprimée sur les pousses de l'année ou celles qui sont âgées d'un an. À cet endroit, l'écorce brunit ou prend une coloration rougeâtre brillante. L'attaque a lieu très souvent à la base d'un bourgeon ou, s'il s'agit d'un rameau suffisamment développé, à la base d'un dard. Quelquefois aussi, la pénétration se réalise au niveau des lenticelles. Les plaies accidentelles (plaies de taille, fentes de greffe, blessures diverses) ou même les points d'attache des fruits cueillis peuvent servir de porte d'entrée. La zone déprimée s'étend en un chancre de forme elliptique avec des stries concentriques autour du point d'infection. L'écorce détruite laisse le bois nu au centre de la lésion. Le chancre ainsi formé donne l'apparence d'une "coquille d'huître". Ces fissures successives correspondent à la fois à la réaction du parasite et à celle de l'arbre.
L'action de Nectria se traduit par la destruction de bourgeons et de petits rameaux ainsi que l'apparition de plaies chancreuses dont la formation s'étend sur plusieurs années.
Sur les fruits, les attaques se manifestent presque uniquement sur les fruits mûrs. Les lésions correspondent à des taches brunâtres, mal délimitées, disposées souvent du côté de l'œil qu'elles entourent largement. La chair entre en pourriture ; la peau se plisse tandis que se forment à la surface des coussinets conidifères.
Ces coussinets sont blanc jaunâtre, petits, dispersés, et leur surface est brillante ou cotonneuse.
Les fruits attaqués tombent précocement ou se momifient sur l'arbre.

## Prévention
Éviter les blessures causées à l'écorce, notamment par une mauvaise technique de taille ou des outils de jardinage mal désinfectés. Un arbre qui souffre de sècheresse ou cultivé dans une terre inadaptée sera plus sensible à l'infection.

## Traitement

### Méthode physique
Les pousses et les rameaux desséchés de même que les rameaux ceinturés par un chancre doivent être coupés, enlevés hors du verger puis brûlés avant le départ de la végétation. Une deuxième opération consiste en un curetage mécanique des grosses plaies chancreuses à la serpette et à la brosse métallique (on peut ensuite enduire les plaies d'une spécialité à base d'oxyde de cuivre). Ces deux opérations doivent être effectuées en hiver puis tout au long de la nouvelle saison.

### Méthode chimique
Aucune méthode chimique n'est proposée en France. En revanche, en Angleterre, certains auteurs proposent l'application d'oxychlorure de cuivre au moment de la chute des feuilles ou l'application de benzimidazoles (carbendazime ou thiophanate-méthvl) au printemps.